# Burg Löwenstein
Burg Löwenstein is een ruïneus kasteel gelegen in Oberurff-Schiffelborn, gemeente Bad Zwesten, in de Duitse deelstaat Hessen.

## Beschrijving
Aan het begin van de dertiende eeuw werd Burg Löwenstein gebouwd door Wernher von Bischoffshausen. De oudste oorkonde waarin het kasteel wordt genoemd, stamt uit 1253. De burcht had een oppervlakte van 13.000 vierkante meter en werd beschermd door een ringmuur, aarden wallen en greppels. In de veertiende eeuw bestond Burg Löwenstein uit een hoofdburcht en een voorburcht.
De familie van Löwenstein was een belangrijke speler in de politiek van Hessen. De familie had niet-aanvalsverdragen met de landgraaf van Thüringen en de graven van Waldeck, waardoor de regio geen oorlogen kende in de middeleeuwen. In de zeventiende eeuw werd het kasteel, zoals zoveel burchten, omgebouwd, omdat comfort belangrijker werd dan verdediging. In de achttiende eeuw werd het kasteel verlaten. De stenen van het kasteel werden hergebruikt; enkel de 27 meter hoge toren van de hoofdburcht bleef gespaard. In 2002 werd de toren gerenoveerd en omgebouwd tot uitkijktoren.